# Atlantis: The Antediluvian World
Atlantis: The Antediluvian World (tạm dịch: Atlantis: Thế giới thời tiền Đại hồng thủy) là một cuốn sách phi hư cấu thuộc thể loại giả khảo cổ học do chính khách phái dân túy bang Minnesota Ignatius L. Donnelly xuất bản vào năm 1882. Donnelly coi lời kể của Plato về Atlantis phần lớn là có thật và cho rằng tất cả các nền văn minh cổ đại được biết đến đều có nguồn gốc từ vùng đất thất lạc này thông qua tiến trình siêu truyền bá.

## Nội dung
Nhiều giả thuyết mà sách đưa ra là nguồn gốc của nhiều khái niệm thời hiện đại về Atlantis, bao gồm: nền văn minh và công nghệ vượt thời gian, nguồn gốc của tất cả các chủng tộc và nền văn minh hiện tại, cũng như cuộc nội chiến giữa thiện và ác. Phần lớn bài viết của Donnelly, đặc biệt là về Atlantis như một lời giải thích cho sự tương đồng giữa các nền văn minh cổ đại của Cựu Thế giới và Tân Thế giới, lấy cảm hứng từ các ấn phẩm của Charles Étienne Brasseur de Bourbourg và nghiên cứu thực địa của Augustus Le Plongeon ở Yucatan. Sách còn được sự cổ vũ nhiệt tình từ các ấn phẩm của Helena Blavatsky và Hội Thông thiên học cũng như của Rudolf Steiner.

### Giả thuyết trong sách
Donnelly thảo luận rất chi tiết về nhiều khía cạnh trong giả thuyết mà ông đề xuất. Ông gói gọn nhiều hình ảnh minh họa cũng như biểu đồ có sự tương đồng về ngôn ngữ. Với cuốn sách của mình, ông nói rằng ông đang cố gắng chứng minh mười ba giả thuyết riêng biệt:
1. Ở Đại Tây Dương, đối diện với vùng biển Địa Trung Hải, từng tồn tại một hòn đảo lớn, là tàn tích của lục địa Đại Tây Dương và được người xưa gọi là Atlantis.
2. Rằng mô tả về hòn đảo này do Plato đưa ra không phải là truyện ngụ ngôn như người ta vẫn tưởng từ lâu mà là lịch sử có thật.
3. Atlantis này là khu vực mà con người lần đầu tiên đi lên từ trạng thái man rợ chuyển sang nền văn minh.
4. Rằng qua thời gian, nó đã trở thành một quốc gia đông dân và hùng mạnh, từ đó những người di cư đặt chân đến được bờ Vịnh Mexico, sông Mississippi, sông Amazon, bờ biển Thái Bình Dương của Nam Mỹ, Địa Trung Hải, bờ biển phía tây châu Âu và châu Phi, vùng biển Baltic, Biển Đen và Caspian là nơi sinh sống của các quốc gia văn minh.
5. Đó là thế giới thời kỳ tiền Đại hồng thủy thực sự: Vườn Địa Đàng; Khu vườn Hesperides; Cánh đồng Elysia; Khu vườn Alcinous; Mesomphalos, Olympos; Asgard theo truyền thống của các nước thời cổ đại. Rằng Atlantis đại diện cho ký ức chung về một vùng đất vĩ đại mà loài người sơ khai đã sống trong cảnh hòa bình và hạnh phúc qua nhiều thời đại.
6. Rằng các vị nam thần và nữ thần của người Hy Lạp cổ đại, người Phoenicia, người Hindu và người Scandinavia chỉ đơn giản là những vị vua, hoàng hậu và anh hùng của Atlantis; và những hành động được cho là của họ trong thần thoại là sự hồi tưởng nhầm lẫn về các sự kiện lịch sử có thật.
7. Thần thoại Ai Cập và Peru đại diện cho tôn giáo nguyên thủy thờ phụng mặt trời của Atlantis.
8. Thuộc địa lâu đời nhất được Atlantis gầy dựng có lẽ là Ai Cập, nơi có nền văn minh là sự tái tạo của hòn đảo Đại Tây Dương đó.
9. Rằng dụng cụ của "Thời đại đồ đồng" tại châu Âu đều bắt nguồn từ Atlantis. Người Atlantis cũng là những nhà sản xuất đồ sắt đầu tiên.
10. Rằng bảng chữ cái Phoenicia, tổ tiên của tất cả các bảng chữ cái châu Âu, bắt nguồn từ bảng chữ cái Atlantis, bảng chữ cái này cũng được họ truyền từ Atlantis đến người Maya ở Trung Mỹ.
11. Atlantis này từng là nơi chốn ban đầu của các quốc gia Aryan hoặc Ấn-Âu, cũng như của các dân tộc Semit, và có thể cả của các chủng tộc Turania.
12. Atlantis đó đã bị diệt vong trong cơn chấn động khủng khiếp của thiên nhiên khiến toàn bộ hòn đảo chìm xuống đại dương cùng với gần như toàn bộ cư dân.
13. Rằng một số người đã trốn thoát bằng tàu và bè, mang theo tin tức về thảm họa kinh hoàng đến những xứ sở ở phía đông và phía tây, vẫn còn tồn tại cho đến thời đại chúng ta trong truyền thuyết về Lũ lụt và Đại hồng thủy của các quốc gia khác nhau tại thế giới cũ và mới.

## Di sản
Năm 1883, phần tiếp theo mang tên Ragnarok: The Age of Fire and Gravel ra mắt độc giả.
Tác phẩm của Donnelly về Atlantis lấy cảm hứng từ những cuốn sách của James Churchward viết về lục địa thất lạc Mu, còn gọi là Lemuria. Fingerprints of the Gods của Graham Hancock, giống như Donnelly, đề xuất rằng các nền văn minh ở Ai Cập và châu Mỹ có nguồn gốc chung từ một nền văn minh bị mất trong lịch sử, mặc dù trong cuốn sách của Hancock, nền văn minh này không nằm ở phía bắc Đại Tây Dương.